# ロイ・ヘインズ
ロイ・ヘインズ（Roy Haynes、1925年3月13日 - 2024年11月12日）は、アメリカのジャズ・ミュージシャン、ドラマー。アメリカ合衆国マサチューセッツ州ボストン生まれ。
1940年代なかばからルイス・ラッセル、レスター・ヤングらと活動したのち、1949年から1953年にビバップの最重要人物、チャーリー・パーカーのグループで活躍した。その後もマイルス・デイヴィスやサラ・ヴォーン、ジョン・コルトレーン、セロニアス・モンク、エリック・ドルフィー、チック・コリア、パット・メセニーなどの重要レコーディングに参加するなど、90歳を超えてもジャズシーンの先端を行く貴重なミュージシャンであった。

## 略歴
1925年3月13日にロックスバリーに生まれたロイ・ヘインズは、ジョー・ジョーンズ、ケニー・クラーク、アート・ブレイキー、マックス・ローチといったドラマーに影響を受けて育っている。ティーンの頃からジャム・セッションで腕を磨いていた彼は、高校時代にサビー・ルイス楽団やフランキー・ニュートンのバンドで活動し、19歳でニューヨークに進出した。1945年から1947年にかけてはルイス・ラッセル楽団、次いで1947年からの2年間はレスター・ヤング・セクステットで活動している。その後ニューヨークに居を定め本格的なジャズ活動に身を置く。1949年にはカイ・ウィンディングのグループに参加して初レコーディングも体験。この年から翌年にかけてはチャーリー・パーカー・クインテットにも在籍した。
1952年からはエラ・フィッツジェラルドのバックを務め、本格的な歌伴の仕事も行うようになった。しかしあちこちのグループで目まぐるしく活動することに疲れたヘインズは、エラの伴奏という経験を生かし1953年からサラ・ヴォーンの専属伴奏者となる。1954年には彼女のグループで初のヨーロッパ・ツアーを体験、この間にストックホルムとパリにおいて地元のミュージシャンを含むグループで4つのレコーディングを行なう。これらはその後、数種類のオムニバス盤で発表されている。サラのバンドには1958年まで在籍、その後ヘインズは再びニューヨークのジャズ・シーンにカムバックを果たす。
この年の彼はそれまでにないほど精力的にクラブ・ギグをこなしている。まずはフィニアス・ニューボーンを迎えて自己のトリオ（ベースはポール・チェンバース）を結成したヘインズは、4月「ファイブ・スポット」にレギュラー出演し、それは秋になって毎週月曜の「バードランド」でのギグに継続されていく。そして11月にはこのトリオで初のリーダー・アルバム『ウィ・スリー』（プレスティッジ）を残している。また夏には伝説的なセロニアス・モンク・カルテット（ジョン・コルトレーンが参加）の一員として「ファイブ・スポット」で演奏。その他にもマイルス・デイヴィスやリー・コニッツのグループに入って積極的に一線への復帰を果たしたのだった。
その後はコーラス・グループのランバート、ヘンドリックス&ロス、ジョージ・シアリング・クインテット、そしてケニー・バレル・カルテットなどで演奏。「ファイブ・スポット」や「プレリュード」といったニューヨークのジャズ・クラブを中心に活躍したバレル・カルテットは、1960年の初頭にリーダーがブロードウェイ・ミュージカル「バイ・バイ・バーディー」のピット・バンドに参加することで解散してしまう。その結果残り3人がヘインズ・トリオ（リチャード・ワイアンズとポール・チェンバースがメンバー）としてそのまま活動することになったのである。そして吹き込まれたのが彼の代表作『ジャスト・アス』（プレスティッジ）だった。
1960年代に入ってからはジョン・コルトレーン、ローランド・カーク、エリック・ドルフィー、ブッカー・アーヴィンなど進歩派とも好んで共演し、また折から注目を集め始めていたフリー・ジャズにも積極的に関わっていく。そんな姿勢にも常に新しいジャズにチャレンジするヘインズの面目跳如たるものが感じられる。カークとの共演は1962年にレコーディングされた『アウト・オブ・ジ・アフタヌーン』（インパルス）で聴くことができる。その後も彼は時代の先端を行くミュージシャンとの共演を重ね、そんな中から1968年にチック・コリアと録音した『ナウ・ヒー・シングス、ナウ・ヒー・ソブス』（ソリッド・ステイト／ブルーノート）が生まれている。
このトリオは当初レコーディングのためだけのものだったが、25年後の1982年に再結成し、このときはワールド・ツアーも敢行された。チックとのコラボレーションは「バド・パウエル・トリビュート・バンド」で復活した。
2024年11月12日に死去。99歳没。

## ディスコグラフィ

### リーダーまたは共同リーダー・アルバム
- Busman's Holiday (1954年)
- 『ロイ・ヘインズ・セクステット』 - Roy Haynes Modern Group (1954年)
- 『ジャズ・アブロード』 - Jazz Abroad (1956年、Mercury) ※クインシー・ジョーンズとのスプリット・アルバム
- 『ウィ・スリー』 - We Three (1958年、New Jazz) ※with ポール・チェンバース & フィニアス・ニューボーン・ジュニア
- 『ジャスト・アス』 - Just Us (1960年、New Jazz)
- 『アウト・オブ・ジ・アフタヌーン』 - Out of the Afternoon (1962年、Impulse!)
- 『クラックリン』 - Cracklin' (1963年、New Jazz) ※with ブッカー・アーヴィン
- 『シンバリズム』 - Cymbalism (1963年、New Jazz)
- 『ピープル』 - People (1964年)
- 『ヒップ・アンサンブル』 - Hip Ensemble (1971年、Mainstream) ※『Equipoise』として再発あり
- 『センヤー』 - Senyah (1973年、Mainstream)
- 『闘牛』 - Togyu (1975年、RCA)
- 『アイム・ソー・ハイ』 - Jazz a Confronto Vol. 29 (1976年、Horo)
- 『シュガー・ロイ』 - Sugar Roy (1976年) ※with トミー・フラナガン、ロン・カーター
- Vistalite (1977年)
- 『サンキュー・サンキュー』 - Thank You Thank You (1977年)
- Live at the Riverbop (1979年、Marge Records)
- True or False (1986年、Freelance Records)
- Homecoming (1992年)
- 『ロイ・ヘインズに任せろ!』 - When It's Haynes It Roars (1992年)
- 『マイ・シャイニング・アワー』 - My Shining Hour (1994年)
- 『テ・ヴ!』 - Te Vou! (1994年) ※with パット・メセニー
- 『プレイズ』 - Praise (1998年)
- 『ザ・ロイ・ヘインズ・トリオ・フィーチャリング・ダニーロ・ペレス & ジョン・パティトゥッチ』 - The Roy Haynes Trio (2000年)
- Roy Haynes (2000年)
- Birds of a Feather: A Tribute to Charlie Parker (2001年) ※with ロイ・ハーグローヴ、デイヴ・ホランド、ケニー・ギャレット
- 『ラヴ・レター』 - Love Letters (2002年)
- 『ファウンテン・オブ・ユース』 - Fountain of Youth (2004年)
- Whereas (2006年)
- A Life in Time: The Roy Haynes Story (2007年) ※3CD-1DVDボックス・セット。1949年-2006年録音
- Roy-Alty (2011年)

### 参加アルバム
- ミルト・ジャクソン : 『ミート・ミルト・ジャクソン』 - Meet Milt Jackson (1949年)
- バド・パウエル : 『ジ・アメイジング・バド・パウエル Vol.1』 - The Amazing Bud Powell (1949年)
- マイルス・デイヴィス : 『マイルス・デイヴィス・アンド・ホーンズ』 - Miles Davis and Horns (1951年)
- サラ・ヴォーン : 『サラ・ヴォーン・ウィズ・クリフォード・ブラウン』 - Sarah Vaughan (1954年)
- サラ・ヴォーン : 『サラ・ヴォーン・イン・ザ・ランド・オブ・ハイ・ファイ』 - In the Land of Hi-Fi (1955年)
- サラ・ヴォーン : 『サラ・ヴォーン・アット・ミスター・ケリーズ』 - At Mister Kelly's (1957年)
- セロニアス・モンク : 『セロニアス・イン・アクション』 - Thelonious in Action (1958年)
- セロニアス・モンク : 『ミステリオーソ』 - Misterioso (1958年)
- アート・ファーマー : 『ポートレイト・オブ・アート・ファーマー』 - Portrait of Art Farmer (1958年)
- ソニー・ロリンズ : 『ブラス・アンド・トリオ』 - Brass & Trio (1958年)
- ドロシー・アシュビー : 『イン・ア・マイナー・グルーヴ』 - In a Minor Groove (1958年)
- ランディ・ウェストン : 『5スポットのランディ・ウェストン』 - Live at the Five Spot (1959年)
- ケニー・バレル : 『ヴィレッジ・ヴァンガードの夜』 - A Night at the Vanguard (1959年)
- フィニアス・ニューボーン・ジュニア : 『ピアノ・ポートレイツ』 - Piano Portraits by Phineas Newborn (1959年)
- ソニー・スティット : The Sonny Side of Stitt (1959年)
- フィニアス・ニューボーン・ジュニア : 『アイ・ラヴ・ア・ピアノ』 - I Love a Piano (1959年)
- リー・コニッツ : You and Lee (1959年)
- エリック・ドルフィー : 『アウトワード・バウンド』 - Outward Bound (1960年)
- エリック・ドルフィー : 『ファー・クライ』 - Far Cry (1960年)
- ジミー・フォレスト : Soul Street (1960年)
- オリヴァー・ネルソン、キング・カーティス、ジミー・フォレスト : 『ソウル・バトル』 - Soul Battle (1960年)
- エタ・ジョーンズ : 『サムシング・ナイス』 - Something Nice (1960年)
- ブッカー・リトル: 『ブッカー・リトル』 - Booker Little (1960年)
- トミー・フラナガン : The Tommy Flanagan Trio (1960年)
- ソニー・スティット : Stittsville (1960年)
- ソニー・スティット : Sonny Side Up (1960年)
- カイ・ウィンディング & J・J・ジョンソン : The Great Kai & J. J. (1960年)
- オリヴァー・ネルソン : Taking Care of Business (1960年)
- エディ・ロックジョウ・デイヴィス : Trane Whistle (1960年)
- ジャッキー・バイアード : Here's Jaki (1961年)
- ジャッキー・バイアード : Out Front! (1961年)
- テッド・カーソン : 『プレンティ・オブ・ホーン』 - Plenty of Horn (1961年)
- スタン・ゲッツ : Focus (1961年)
- スティーヴ・レイシー : The Straight Horn of Steve Lacy (1961年)
- オリヴァー・ネルソン : 『ブルースの真実』The Blues and the Abstract Truth (1961年)
- ジャッキー・パリス : The Song Is Paris (1962年)
- ソニー・スティット : Stitt in Orbit (1962年)
- ローランド・カーク : 『ドミノ』 - Domino (1962年)
- マッコイ・タイナー : 『リーチング・フォース』 - Reaching Fourth (1962年)
- テッド・カーソン : 『ファイアー・ダウン・ビロウ』 - Ted Curson Plays Fire Down Below (1962年)
- ウィリス・ジャクソン : Bossa Nova Plus (1962年)
- アンドリュー・ヒル : 『ブラック・ファイア』 - Black Fire (1963年)
- フランク・ウェス : Yo Ho! Poor You, Little Me (1963年)
- アンドリュー・ヒル : 『スモークスタック』 - Smokestack (1963年)
- ジョン・コルトレーン : Newport '63 (1963年)
- ジャッキー・マクリーン : 『ディスティネーション・アウト』 - Destination... Out! (1963年)
- ジャッキー・マクリーン : 『イッツ・タイム』 - It's Time! (1964年)
- ジミー・ウィザースプーン : Blue Spoon (1964年)
- ゲイリー・バートン : 『テネシー・ファイアーバード』Tennessee Firebird (1966年)
- ゲイリー・バートン : 『ダスター』 - Duster (1967年)
- アーチー・シェップ : The Way Ahead (1968年)
- チック・コリア : 『ナウ・ヒー・シングス、ナウ・ヒー・ソブス』 - Now He Sings, Now He Sobs (1968年)
- ジャック・ディジョネット : The DeJohnette Complex (1968年)
- クリフォード・ジョーダン : In the World (1969年)
- ゲイリー・バートン : Country Roads & Other Places (1969年)
- デイヴ・ブルーベック : All The Things We Are (1974年)
- デューク・ジョーダン : Misty Thursday (1975年)
- トミー・フラナガン : Trinity (1976年)
- デューク・ジョーダン : 『ライヴ・イン・ジャパン』 - Live in Japan (1976年)
- デューク・ジョーダン : 『フライト・トゥ・ジャパン』 - Flight to Japan (1976年)
- ディジー・リース : Manhattan Project (1978年)
- ジョニー・グリフィン : Birds and Ballads (1978年)
- ディジー・リース & テッド・カーソン : Blowin' Away (1978年)
- ゲイリー・バートン : Times Square (1978年)
- アリス・コルトレーン : Transfiguration (1978年)
- ハンク・ジョーンズ : Ain't Misbehavin' (1978年)
- スタンリー・カウエル : 『エクイポイズ』 - Equipoise (1978年)
- テッド・カーソン : 『ザ・トリオ』 - The Trio (1979年)
- チック・コリア : 『トリオ・ミュージック』 - Trio Music (1983年)
- チック・コリア : 『チック・コリア・トリオ・ライヴ・イン・ヨーロッパ 夜も昼も』 - Trio Music Live in Europe (1984年)
- チック・コリア : Live in Montreaux (1987年)
- マッコイ・タイナー : Blues for Coltrane (1987年)
- パット・メセニー : 『クエスチョン・アンド・アンサー』 - Question and Answer (1989年)
- ケニー・バロン with チャーリー・ヘイデン : Wanton Spirit (1994年)
- ミシェル・ペトルチアーニ & ステファン・グラッペリ : 『フラミンゴ』 - Flamingo (1996年)
- チック・コリア : 『バド・パウエルへの追想』 - Remembering Bud Powell (1997年)
- ゲイリー・バートン、チック・コリア、デイヴ・ホランド、パット・メセニー : 『ライク・マインズ』 - Like Minds (1998年)
- チック・コリア : 『ランデヴー・イン・ニューヨーク』 - Rendezvous in New York (2003年)
- ソニー・ロリンズ : Sonny Rollins- Road Shows vol.2 (2011年)